# Пол, Томми
То́мми Пол (англ. Tommy Paul; род. 17 мая 1997, Камден, Нью-Джерси) — американский теннисист. Полуфиналист одного турнира Большого шлема в одиночном разряде (Открытый чемпионат Австралии-2023); победитель четырёх турниров ATP в одиночном разряде; бронзовый призёр Олимпийских игр 2024 года в парном разряде. Неоднократно был первой ракеткой США в одиночном разряде.
Победитель одного юниорского турнира Большого шлема в одиночном разряде (Открытый чемпионат Франции-2015), бывшая третья ракетка мира в юниорском рейтинге.

## Общая информация
Томми начал играть в теннис в семь лет, благодаря родителям. Отец — Кевин, мать — Джилл. У теннисиста есть брат Дилан и сестра Джесси Линн. Тренировался во время взросления в основном на грунтовых кортах в Гринвилле.
Любимый турнир — Открытый чемпионат США. Кумиром в детстве был Энди Роддик.

## Спортивная карьера

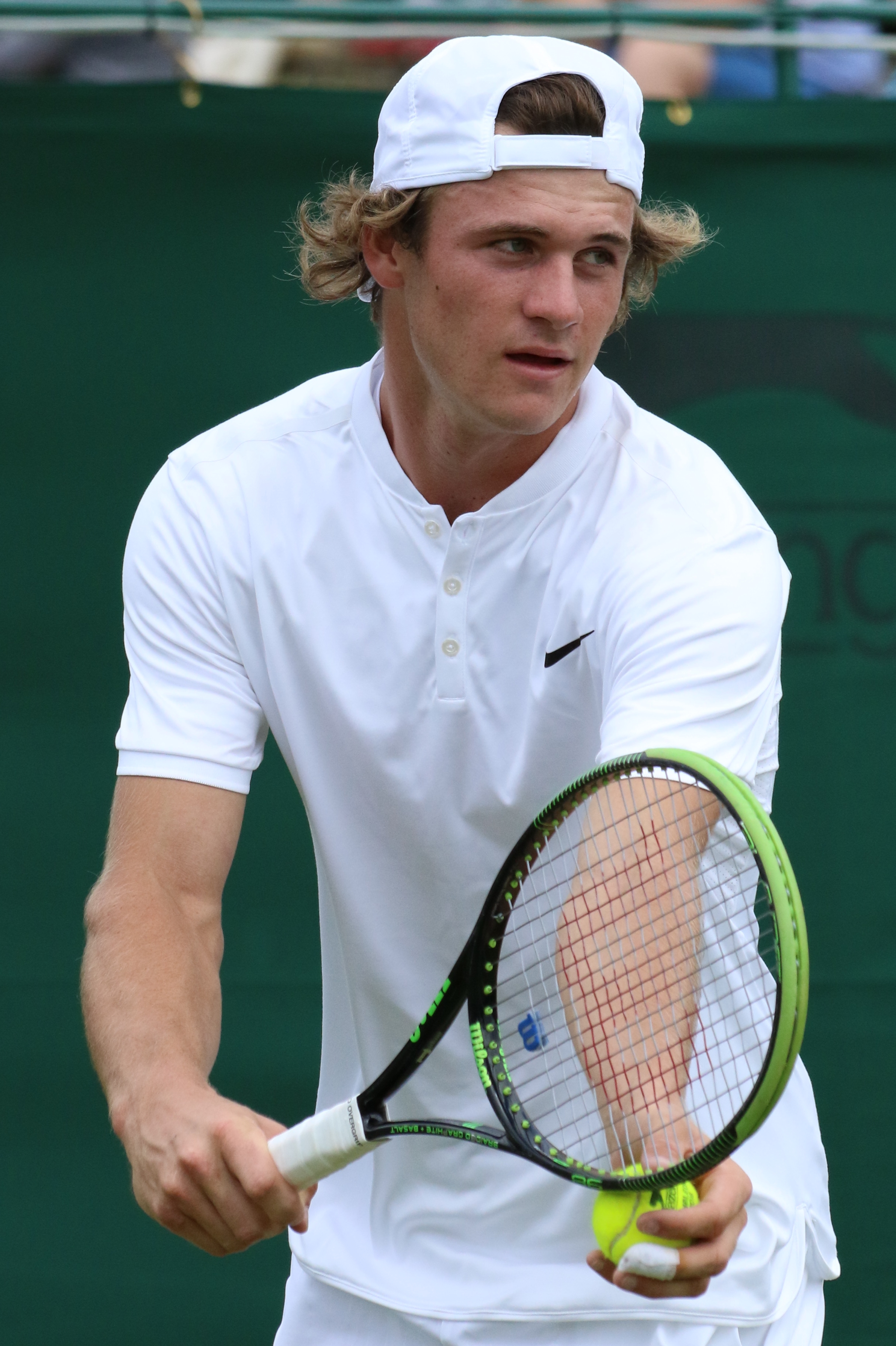
2016 год

Высшее достижение в юниорском рейтинге — третье место на 9 декабря 2015 года.
Пол стал профессионалом в 2015 году и в этот же год впервые вышел в основную сетку турнира Большого шлема на Открытом чемпионате США 2015 года, проиграв Андреасу Сеппи в первом раунде.
В марте 2016 года Пол впервые вошел в топ-200, пройдя квалификацию на Мастерс в Майами. В апреле Пол получил уайлд-кард на турнир в Хьюстоне и одержал первую победу в карьере на уровне ATP над Паоло Лоренци.
В июле 2017 года, пройдя квалификацию на турнир в Атланте, он в трех сетах победил Чон Хёна. Затем он победил Малека Джазири в трех сетах и прошел в свой первый четвертьфинал на уровне тура ATP.
В сентябре 2019 года Пол впервые в своей карьере вошел в топ-100, выиграв свой второй титул серии «челленджер» в году в Нью-Хейвене после победы в Сарасоте в начале сезона.
На Открытом чемпионате Австралии 2020 года дошёл до 3-го круга, где в 3 сетах уступил Мартону Фучовичу. На Открытом чемпионате Франции в парном разряде дошёл до четвертьфинала вместе с Николасом Монро.
14 ноября 2021 года выиграл свой первый титул ATP. Произошло это в Стокгольме на индоре. По ходу турнира Томми переиграл Лео Борга, Тейлора Фрица, Энди Маррея, Фрэнсиса Тиафо, а в финале не оставил шансов на тот момент 18-й ракетке мира — Денису Шаповалову.
На Уимблдоне 2022 года дошёл до 4-го круга, не проиграв ни одного сета в трёх матчах. В 4-м раунде в трёх сетах уступил Кэмерону Норри.

### 2023: полуфинал в Австралии
На Открытом чемпионате Австралии Пол, занимавший 35-е место в рейтинге, впервые в карьере вышел в четвертьфинал, а затем и полуфинал турнира Большого шлема. Во втором круге он обыграл 30-го сеянного испанца Алехандро Давидовича Фокину в пяти сетах, уступая 1-2. В четвёртом раунде Пол обыграл 24-го сеянного испанца Роберто Баутисту Агута в четырёх сетах (6-2 4-6, 6-2, 7-5). В четвертьфинале в четырёх сетах Пол победил Бена Шелтона. Пол стал первым с 2009 года американцем, дошедшим до полуфинала в Австралии. В полуфинале уступил будущему победителю турнира Новаку Джоковичу — 5-7 1-6 2-6. По итогам турнира Пол впервые в карьере вошёл в топ-20 мирового рейтинга, поднявшись на 19-ю строчку.
В начале марта Пол дошёл до финала турнира ATP 500 на харде в Акапулько, где проиграл Алексу де Минору (6-3 4-6 1-6).
На Открытом чемпионате Франции Пол во втором круге проиграл чилийцу Николасу Джарри со счётом 6-3 1-6 4-6 5-7.
В начале июля вышел в финал турнира ATP 250 на траве в Истборне, где уступил Франсиско Серундоло. На Уимблдоне в третьем круге в пяти сетах проиграл чеху Иржи Легечке.

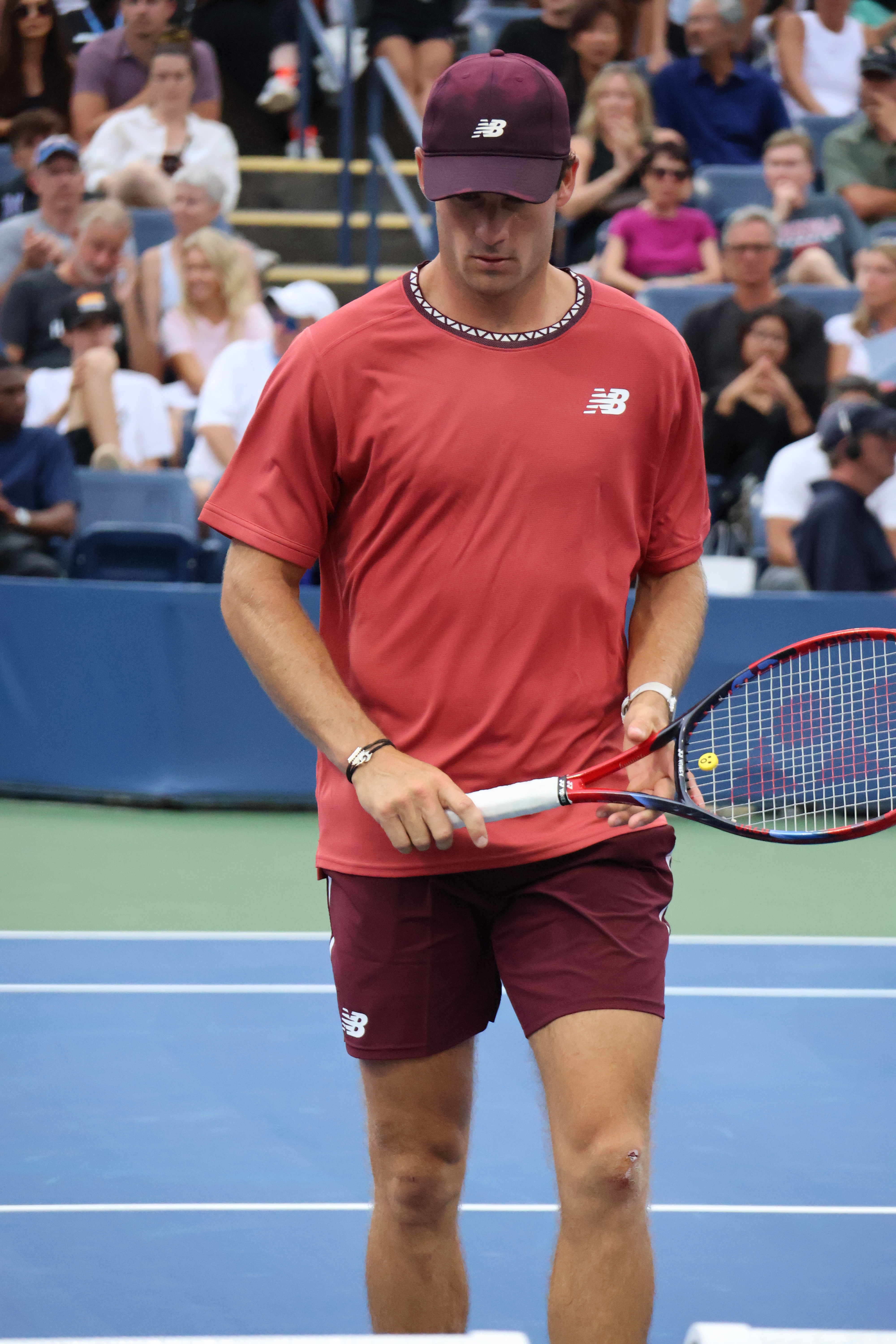
Пол на Открытом чемпионате США 2023 года

В августе в четвертьфинале Мастерса в Торонто обыграл первую ракетку мира Карлоса Алькараса со счётом 6-3 4-6 6-3 и прервал 14-матчевую победную серию испанца. В полуфинале Пол уступил восьмой ракетке мира Яннику Синнеру 4-6 4-6. На следующем Мастерсе в Цинциннати вновь встретился с Алькарасом в третьем круге и на этот раз уступил в трёх сетах.
На Открытом чемпионате США во втором круге обыграл Романа Сафиуллина, уступая 0-2 по сетам. В 4-м раунде Пол уступил Бену Шелтону в 4 сетах.

### 2024: три титула ATP
На Открытом чемпионате Австралии проиграл в третьем круге 60-й ракетке мира Миомиру Кецмановичу — 4-6 6-3 6-2 6-7(7-9) 0-6. В феврале выиграл турнир ATP 250 в Далласе. Вслед за этим дошёл до финала ещё одного турнира  ATP 250 в Делрэй-Бич, где проиграл Тейлору Фрицу. На турнире серии Masters 1000 в Индиан-Уэллсе проиграл в полуфинале Даниилу Медведеву в трёх сетах.
В мае дошёл до полуфинала турнира серии Masters 1000 на грунте в Риме, где проиграл Николасу Джарри.
На Открытом чемпионате Франции в третьем круге уступил Франсиско Серундоло — 6-3 3-6 3-6 2-6.
Перед Уимблдоном выиграл турнир ATP 500 на траве в Лондоне, отдав в 5 матчах только один сет. Все 5 соперников Пола на турнире входили в топ-40 рейтинга.
Пол был посеян под 12-м номером на Уимблдонском турнире и дошёл до 1/4 финала, обыграв в 4-м раунде Роберто Баутисту Агута в 3 сетах. В 1/4 финала Пол проиграл будущему чемпиону Карлосу Алькарасу в 4 партиях.
На Олимпийских играх 2024 года в Париже на кортах «Ролан Гаррос» завоевал бронзовую медаль в мужском парном разряде вместе с Тейлором Фрицем. Примечательно, что Пол в 2024 году до Олимпийских игр провёл 4 парных матча и все 4 проиграл. В одиночном разряде на Играх в Париже Пол был посеян под 9-м номером и проиграл в 1/4 финала Карлосу Алькарасу.
На Открытом чемпионате США 2024 года проиграл в 4-м раунде будущему чемпиону Яннику Синнеру.
В октябре 2024 года выиграл турнир ATP 250 на харде в зале в Стокгольме, не отдав ни сета в 4 матчах.

### 2025: дебют в топ-10 рейтинга
На Открытом чемпионате Австралии едва не вылетел уже в первом круге, с трудом победив австралийца Кристофера О’Коннелла со счётом 6-2 3-6 6-1 6-7(5-7) 7-5. Однако в следующих трёх матчах Пол проиграл только один сет. В 1/4 финала проиграл второй ракетке мира Александру Звереву со счётом 6-7(1-7) 6-7(0-7) 6-2 1-6. После турнира поднялся на высшее в карьере 9-е место в рейтинге.
В феврале дошёл до полуфинала турнира ATP 500 на харде в Далласе, где проиграл в двух сетах Денису Шаповалову. В апреле на турнире серии ATP 250 в Хьюстоне в полуфинале в упорной борьбе уступил Дженсону Бруксби — 6-7(5-7) 6-3 6-7(6-8).
На турнире серии Masters на грунте в Мадриде в 1/8 финала проиграл Джеку Дрейперу (2-6 2-6). На следующем турнире серии Masters на грунте в Риме дошёл до полуфинала второй год подряд, где уступил первой ракетке мира Яннику Синнеру — 6-1 0-6 3-6, выиграв первые 5 геймов в матче. Тем не менее Пол стал первым с 1994 года американцем, который дважды подряд доходил до полуфинала в Риме.
На Открытом чемпионате Франции был посеян под 12-м номером и в первом круге в 4 сетах обыграл молодого Эльмера Мёллера. Во втором круге проиграл первые два сета Мартону Фучовичу, а затем в 4-м сете уступал 3-5 и 15-30 на подаче соперника, но сумел выиграть 4 гейма подряд. В пятом сете повёл с брейком, упустил его, взял медицинский тайм-аут, после которого выиграл 4 из 5 геймов, а с ними и матч — 4-6 2-6 6-3 7-5 6-4. В третьем круге также в пяти сетах обыграл Карекна Хачанова со счётом 6-3 3-6 7-6(9-7) 3-6 6-3. На тай-брейке третьего сета отыграл сетбол на подаче Хачанова. В 4-м раунде Пол уверенно переиграл Алексея Попырина (6-3 6-3 6-3) и впервые вышел в 1/4 финала «Ролан Гаррос». Всего же это 4-й в карьере Пола четвертьфинал турнира Большого шлема, а также третий за последние 4 турнира.

## Игровой стиль
Пол обладает сильным атакующим ударом справа, надежной работой ног на задней линии и быстрым выходом к сетке — качествами, которые позволили ему добиться успеха на грунтовых покрытиях.
В настоящее время Пол тренирует Брэд Стайн.

## Рейтинг на конец года
| Год  | Одиночный рейтинг | Парный рейтинг |
| 2024 | 12                | —              |
| 2023 | 13                | 343            |
| 2022 | 32                | 106            |
| 2021 | 43                | 176            |
| 2020 | 54                | 180            |
| 2019 | 90                | 585            |
| 2018 | 202               | 284            |
| 2017 | 152               | 882            |
| 2016 | 282               | 309            |
| 2015 | 276               | 880            |
| 2014 | 916               | 1685           |

## Выступления на турнирах

### Финалы турнировATPв одиночном разряде (7)

#### Победы (4)
| Легенда                     |
| --------------------------- |
| Турниры Большого шлема (0)* |
| Итоговый турнир ATP (0)     |
| Мастерс (0)                 |
| АТР 500 (1)                 |
| АТР 250 (3)                 |

| Титулы по покрытиям | Титулы по месту проведения матчей турнира |
| ------------------- | ----------------------------------------- |
| Хард (2)*           | Зал (3)                                   |
| Грунт (0)           | Зал (3)                                   |
| Трава (1)           | Открытый воздух (1)                       |
| Ковёр (0)           | Открытый воздух (1)                       |

* количество побед в одиночном разряде.
| №  | Дата            | Турнир                 | Покрытие   | Соперник в финале | Счёт           |
| 1. | 13 ноября 2021  | Стокгольм, Швеция      | Хард (зал) | Денис Шаповалов   | 6-4 2-6 6-4    |
| 2. | 11 февраля 2024 | Даллас, США            | Хард (зал) | Маркос Гирон      | 7-6(3) 5-7 6-3 |
| 3. | 23 июня 2024    | Лондон, Великобритания | Трава      | Лоренцо Музетти   | 6-1 7-6(8)     |
| 4. | 20 октября 2024 | Стокгольм, Швеция (2)  | Хард (зал) | Григор Димитров   | 6-4 6-3        |

#### Поражения (3)
| №  | Дата            | Турнир                  | Покрытие | Соперник в финале   | Счёт        |
| 1. | 4 марта 2023    | Акапулько, Мексика      | Хард     | Алекс де Минор      | 6-3 4-6 1-6 |
| 2. | 1 июля 2023     | Истборн, Великобритания | Трава    | Франсиско Серундоло | 4-6 6-1 4-6 |
| 3. | 19 февраля 2024 | Делрей-Бич, США         | Хард     | Тейлор Фриц         | 2-6 3-6     |

## История выступлений на турнирах
По состоянию на 9 июня 2025 года
Для того, чтобы предотвратить неразбериху и удваивание счета, информация в этой таблице корректируется только по окончании турнира или по окончании участия там данного игрока.
| Турнир                       | 2015  | 2016  | 2017          | 2018          | 2019          | 2020          | 2021          | 2022          | 2023          | 2024  | 2025  | Итог   | В/П за карьеру |
| ---------------------------- | ----- | ----- | ------------- | ------------- | ------------- | ------------- | ------------- | ------------- | ------------- | ----- | ----- | ------ | -------------- |
| Турниры Большого шлема       |       |       |               |               |               |               |               |               |               |       |       |        |                |
| Открытый чемпионат Австралии | -     | -     | -             | К2            | К2            | 3Р            | 2Р            | 2Р            | 1/2           | 3Р    | 1/4   | 0 / 6  | 15-6           |
| Открытый чемпионат Франции   | -     | К2    | -             | -             | 1Р            | 2Р            | 2Р            | 1Р            | 2Р            | 3Р    | 1/4   | 0 / 7  | 9-7            |
| Уимблдонский турнир          | -     | К1    | -             | -             | К3            | НП            | -             | 4Р            | 3Р            | 1/4   |       | 0 / 3  | 9-3            |
| Открытый чемпионат США       | 1Р    | К1    | 1Р            | -             | К2            | 1Р            | 1Р            | 3Р            | 4Р            | 4Р    |       | 0 / 7  | 8-7            |
| Итог                         | 0 / 1 | 0 / 0 | 0 / 1         | 0 / 0         | 0 / 1         | 0 / 3         | 0 / 3         | 0 / 4         | 0 / 4         | 0 / 4 | 0 / 2 | 0 / 23 |                |
| В/П в сезоне                 | 0-1   | 0-0   | 0-1           | 0-0           | 0-1           | 3-3           | 2-3           | 6-4           | 11-4          | 11-4  | 8-2   |        | 41-23          |
| Олимпийские игры             |       |       |               |               |               |               |               |               |               |       |       |        |                |
| Летняя Олимпиада             | НП    | -     | Не проводился | Не проводился | Не проводился | Не проводился | 1Р            | Не проводился | Не проводился | 1/4   | НП    | 0 / 2  | 3-2            |
| Турниры Мастерс              |       |       |               |               |               |               |               |               |               |       |       |        |                |
| Индиан-Уэлс                  | -     | К2    | -             | -             | -             | НП            | 4Р            | 3Р            | 4Р            | 1/2   | 4Р    | 0 / 5  | 13-5           |
| Майами                       | -     | 1Р    | -             | -             | -             | НП            | 1Р            | 3Р            | 4Р            | 2Р    | 3Р    | 0 / 6  | 5-6            |
| Монте-Карло                  | -     | -     | -             | -             | -             | НП            | 2Р            | -             | -             | -     | -     | 0 / 1  | 1-1            |
| Мадрид                       | -     | -     | -             | -             | -             | НП            | 2Р            | 1Р            | 2Р            | 3Р    | 4Р    | 0 / 5  | 4-5            |
| Рим                          | -     | -     | -             | -             | -             | К1            | 1Р            | 2Р            | 2Р            | 1/2   | 1/2   | 0 / 5  | 9-5            |
| Монреаль/Торонто             | -     | -     | -             | -             | 2Р            | НП            | 2Р            | 1/4           | 1/2           | 2Р    |       | 0 / 5  | 10-5           |
| Цинциннати                   | К1    | -     | 2Р            | -             | -             | 1Р            | 2Р            | 2Р            | 3Р            | 1Р    |       | 0 / 6  | 5-6            |
| Шанхай                       | -     | -     | -             | -             | -             | Не проводился | Не проводился | Не проводился | 4Р            | 4Р    |       | 0 / 2  | 4-2            |
| Париж                        | -     | -     | -             | -             | -             | 2Р            | 2Р            | 1/4           | 2Р            | 1Р    |       | 0 / 5  | 6-5            |
| Статистика за карьеру        |       |       |               |               |               |               |               |               |               |       |       |        |                |
| Проведено финалов            | 0     | 0     | 0             | 0             | 0             | 0             | 1             | 0             | 2             | 4     | 0     |        | 7              |
| Выиграно турниров АТП        | 0     | 0     | 0             | 0             | 0             | 0             | 1             | 0             | 0             | 3     | 0     |        | 4              |
| В/П: всего                   | 0-1   | 1-4   | 6-4           | 2-2           | 2-4           | 15-13         | 25-23         | 39-27         | 41-28         | 45-19 | 25-9  |        | 201-134        |
| Σ % побед                    | 0 %   | 20 %  | 60 %          | 50 %          | 33 %          | 54 %          | 52 %          | 59 %          | 59 %          | 70 %  | 74 %  |        | 60 %           |

К — проигрыш в квалификационном турнире.

## Победы над теннисистами из топ-10
По состоянию на 9 июня 2025 года
- У Пола рекорд 13-30 против игроков, которые на момент проведения матча входили в топ-10.

| Сезон | 2016 | 2017 | 2018 | 2019 | 2020 | 2021 | 2022 | 2023 | 2024 | 2025 | Всего |
| Побед | 0    | 0    | 0    | 0    | 1    | 1    | 4    | 2    | 4    | 1    | 13    |

| №    | Игрок             | Рейтинг | Турнир             | Покрытие   | Этап       | Счёт                | Рейтинг Пола |
| ---- | ----------------- | ------- | ------------------ | ---------- | ---------- | ------------------- | ------------ |
| 2020 |                   |         |                    |            |            |                     |              |
| 1.   | Александр Зверев  | 7       | Акапулько, Мексика | Хард       | 2-й раунд  | 6-3, 6-4            | 66           |
| 2021 |                   |         |                    |            |            |                     |              |
| 2.   | Андрей Рублёв     | 5       | Индиан-Уэлс, США   | Хард       | 3-й раунд  | 6-4, 3-6, 7-5       | 60           |
| 2022 |                   |         |                    |            |            |                     |              |
| 3.   | Маттео Берреттини | 6       | Акапулько, Мексика | Хард       | 1-й раунд  | 4-6, 5-1 - отказ    | 39           |
| 4.   | Александр Зверев  | 3       | Индиан-Уэлс, США   | Хард       | 2-й раунд  | 6-2, 4-6, 7-6(2)    | 39           |
| 5.   | Карлос Алькарас   | 4       | Монреаль, Канада   | Хард       | 2-й раунд  | 6-7(4), 7-6(7), 6-3 | 34           |
| 6.   | Рафаэль Надаль    | 2       | Париж, Франция     | Хард (зал) | 2-й раунд  | 3-6, 7-6(4), 6-1    | 31           |
| 2023 |                   |         |                    |            |            |                     |              |
| 7.   | Тейлор Фриц       | 5       | Акапулько, Мексика | Хард       | 1/2 финала | 6-3, 6-7(2), 7-6(2) | 23           |
| 8.   | Карлос Алькарас   | 1       | Торонто, Канада    | Хард       | 1/4 финала | 6–3, 4–6, 6–3       | 14           |
| 2024 |                   |         |                    |            |            |                     |              |
| 9.   | Каспер Рууд       | 9       | Индиан-Уэлс, США   | Хард       | 1/4 финала | 6–2, 1–6, 6–3       | 17           |
| 10.  | Даниил Медведев   | 4       | Рим, Италия        | Грунт      | 4-й раунд  | 6–1, 6–4            | 16           |
| 11.  | Хуберт Хуркач     | 9       | Рим, Италия        | Грунт      | 1/4 финала | 7–5, 3–6, 6–3       | 16           |
| 12.  | Григор Димитров   | 10      | Стокгольм, Швеция  | Хард (зал) | Финал      | 6–4, 6–3            | 13           |
| 2025 |                   |         |                    |            |            |                     |              |
| 13.  | Алекс де Минор    | 8       | Рим, Италия        | Грунт      | 4-й раунд  | 7–5, 6–3            | 12           |